# Crease Range
Crease Range är ett berg i Kanada.   Det ligger i provinsen British Columbia, i den sydvästra delen av landet, 4 100 km väster om huvudstaden Ottawa. Toppen på Crease Range är 661 meter över havet, eller 455 meter över den omgivande terrängen. Bredden vid basen är 15,3 km.
Terrängen runt Crease Range är huvudsakligen kuperad. Trakten runt Crease Range är nära nog obefolkad, med mindre än två invånare per kvadratkilometer.. Det finns inga samhällen i närheten. 
I omgivningarna runt Crease Range växer i huvudsak barrskog.